# 看看新闻
看看新闻，是上海广播电视台旗下的网络新闻媒体。网站由看东方（上海）传媒有限公司运营。日均PV约118,560。
2016年6月20日，随着SMG融媒体中心的成立，看看新闻网改名为“看看新闻Knews”。

## KNEWS24
KNEWS24为看看新闻旗下的24小时互联网新闻频道，在看看新闻网站、看看新闻APP、IPTV、百视通平台均可收看。
2018年8月15日，KNEWS24改版，改为以新闻轮播和重大事件直播为主的新闻频道，同时停播所有固定节目。2018年11月13日，该频道正式停播。